# Revolta de Camamu
A Revolta de Camamu foi uma insurreição de escravizados na Capitania de Ilhéus, hoje território da Bahia, entre os anos 1691 e 1692. A partir da liderança de cinco mulatos, cerca de cem escravizados tomaram a Vila de Camamu, saqueando o comércio e matando homens brancos responsáveis pela repressão. A revolta gerou a construção de um mocambo que foi chamado de Vila de Santo Antônio.
Na expedição que pôs fim à resistência, entoava-se o grito de guerra: “Morte aos brancos/ Viva a liberdade!”. Apesar da movimentação dos rebeldes, ao comando do Capitão Antonio Ferraz de Azevedo, os soldados coloniais desestruturam o quilombo, aprisionando 83 resistentes, executando três de seus líderes e deixando suas cabeças exibidas como aviso a futuros revoltosos.

## História da Vila de Camamu
A Vila de Camamu foi construída em frente à baía de mesmo nome, sendo afastada dos grandes centros coloniais. Por ser localizada no extremo norte da Capitania de Ilhéus, entre o Rio das Contas e o Rio Tinharé, era considerada uma região fronteiriça, portanto as autoridades portuguesas não tinham controle absoluto da localidade. Inicialmente, em 1561, era apenas um assentamento que foi criado por conta da necessidade de aldear os indígenas da região, feito que foi logo liderado pelos jesuítas do Colégio da Bahia.
No ano de 1575, as terras de Camamu passaram a ser arrendadas por pequenos produtores e colonos mais pobres. O objetivo desse arrendamento era formar núcleos populacionais que controlassem as movimentações dos indígenas na região.
No final do século XVI, Camamu estava abandonada por colonos e clero por conta de dificuldades que aconteciam no sul da capitania e apresentavam consequências diretas para Camamu. Após a pacificação dos Aimorés  (uma série de conflitos entre 1597 e 1602) que as terras de Camamu voltaram a ser ocupadas. Foi no ano de 1693 que o aldeamento de Camamu foi elevado à condição de Vila.
No início do século XVII, houve o início do movimento de escravizados da África na região. Ainda manteve-se a configuração de pequenos proprietários em Camamu, o que fez com que esses escravizados tivessem um ritmo de trabalho mais brando em relação aos que viviam mais próximos dos importantes centros urbanos ou que trabalhavam na indústria açucareira. A indústria que passou a se desenvolver foi de mandioca, o que tornou a região em um centro importante produção de farinha de mandioca. Assim, os pequenos e médios proprietários conseguiram angariar grandes riquezas o que permitiu que tivessem muitos escravizados. Dessa forma, a população de escravizados estava entre 40% e 60% da totalidade da região.
Todos os fatores mencionados, especialmente a sua característica de fronteiriça, fizeram com que a Coroa de Portugal tivesse pouco acesso ao que realmente acontecia na Vila. A comunicação direta com a Coroa levava meses, sendo necessárias longas viagens à barco. E as comunicações com o Governador da capitania, Antônio da Câmara Coutinho, também eram muito demoradas e difíceis. Isso fez com que Camamu vivesse de forma mais única, permitindo diferentes relações entre a sua população quando comparada com o resto da colônia portuguesa.
A Capitania de Ilhéus, hoje território da Bahia, tinha uma formação geográfica que facilitava a formação de quilombos. Por possuir uma longa faixa de litoral, ter uma importante zona agrícola, ter uma distância significativa da capital e receber muitos navios negreiros, havia uma grande camada populacional de africanos escravizados e libertos, mulatos e mestiços brasileiros que conseguiam se organizar para planejar fugas e formar resistência. As regiões da Bahia que experimentaram a maior incidência na formação de mocambos foram os distritos aos sul de Ilhéus, Cairu e Camamu.

### Presença indígena
O território indígena, anteriormente à chegada portuguesa, consistia em todos os espaços que mais tarde seriam chamados de Brasil. Na região da atual Bahia, havia um grande número de povos indígenas conhecedores da localidade. Após a chegada dos colonizadores, os indígenas que não foram aldeados tiveram que se deslocar e dispersar pelo território. Com o tempo, o posicionamento das comunidades dos nativos surgiu efeitos na sociedade colonial e na sua organização.
Primeiro, fez com que os quilombos da região fossem formados mais próximos dos centros de moradas, ficando mais afastados das matas mais densas onde esses povos habitavam. Segundo, as comunidades funcionam como uma barreira humana que dificultava a locomoção de possíveis tropas vindas da capital que pretendiam acabar com os mocambos. E por último, o papel dos povos indígenas estava ligado com ajudas em fugas de escravizados e mestiços. Eles conheciam profundamente o território e eram considerados uma ameaça aos colonizadores, por consequência foram um fator importante na multiplicação de mocambos na região.

### Produção de mandioca
A região da Capitania de Ilhéus contava, antes do processo de colonização, com a forte presença de indígenas. Os povos que ali habitavam tinham a prática do cultivo e processamento da mandioca. Sendo assim, muitos dos seus conhecimentos quanto à produção desse alimento foi aproveitado e explorado na chegada dos portugueses.
Com o início da colonização, a agricultura e o extrativismo foram as principais atividades econômicas, sendo desenvolvidas pela mão de obra dos indígenas aldeados que eram controlados por Jesuítas que eram os donos oficiais da terra na visão dos colonizadores.
A produção da farinha de mandioca era tanta que Camamu era uma das responsáveis de atender as necessidades de Salvador, da indústria açucareira, do tráfico negreiro, dos membros da Igreja, indígenas aldeados e das tropas que seguiam para os sertões. Dessa maneira, a Vila de Camamu chegou a ser um dos maiores produtores da farinha e os quilombos que se formaram na região ao longo dos anos tiveram participação importante nessa produção.
Nos engenhos da capitania, o alimento básico e cotidiano tanto dos escravizados quanto das pessoas livres era a farinha de mandioca. Por estarem situados em um contexto específico diferente da maioria das outras regiões da colônia, os senhores donos de escravizados permitiam que estes cultivassem roças para si próprios, liberando a alimentação dos escravizados da responsabilidade do senhor - que muitas vezes tinham terras na zona rural de produção, mas moravam na zona urbana - assim como permitindo uma maior autonomia para os trabalhadores.

## A revolta
No ano de 1691, as tensões étnico-raciais entre os moradores da Vila de Camamu chegaram a um ápice. A revolta que nela ocorreu foi singular em relação a outras do mesmo período por vários fatores. A maior discrepância quando comparadas com outras era a profunda cooperação de diferentes identidades étnicas. Os africanos escravizados, juntamente de mestiços, mulatos e indígenas, cooperaram para a formação dessa revolta.
A revolta se iniciou com cinco mulatos vindos de outro mocambo. Esses líderes guiaram os escravizados de Camamu, muitos deles eram negros vindos da África, contra as autoridades da colônia. Os rebeldes reunidos totalizaram cerca de cem homens que realizaram mobilizações na Vila, assaltando casas e pequenos comércios, destruindo plantações, roubando armamentos, sequestrando mulheres (com a justificativa de criar uma demografia mais equilibrada entre os gêneros) e assassinando homens colonos brancos. O tumulto havia começado por um acúmulo de tensões territoriais e econômicas que causavam influência direta na produção e no trabalho desses escravizados, deixando-os cada vez mais insatisfeitos.

## Vila de Santo Antônio
A partir dessa movimentação, não muito longe dali, eles fundaram o quilombo que foi chamado de Vila de Santo Antônio. Com organização política e social, o mocambo manteve exército próprio além de produções agrícolas. O local escolhido evidencia o conhecimento da região por se tratar de um lugar de difícil acesso, mas com capacidade produtiva. A sua preparação também englobou a construção de estacas que funcionavam como barreiras de defesa para possíveis ataques coloniais.
A Vila de Santo Antônio ficou aberta para novos chegados ao quilombo, além de manter contato direto com a área urbana mais próxima, fazendo parte da economia regional. Algumas vezes, inclusive, mantinham ligações diretas com cidades mais distantes como Salvador. Porém, essas trocas comerciais não representavam paz ou ausência de conflitos, eram oriundas de relações políticas que conectavam toda sociedade escravista. Nesse sentido, a revolta foi fundamental para exemplificar o fato de que os quilombos formados no período não mantinham um padrão de comportamento, podendo ser construídos em áreas afastadas e sem contato com o resto das localidades ou, como no caso de Camamu, serem parte íntegra da sociedade que se inseriram.[carece de fontes?]
O quilombo contava com multiplicidade cultural evidenciada pela ritualização da guerra, característica africana, a partir de instrumentos e rito de guerra: “Morte aos brancos/ Viva a liberdade!”. A potencialidade do mocambo foi sentida pelos membros da organização colonial que temiam que a Vila de Santo Antônio pudesse se tornar outro Palmares, um quilombo grande e duradouro que manteve influência sobre a sociedade regional como um todo, de forma a incentivar novas insurreições de escravizados.
Os mestiços e os escravizados da Vila de Santo Antônio formaram uma rebelião que caracterizou-se como um dos maiores levantes de escravizados da capitania de Ilhéus no século XVII.

## Reação à revolta
Quando as autoridades oficiais da capitania, o Capitão-mor Bento Ribeiro de Lemos e o Governador Câmara Coutinho, souberam do que estava acontecendo em Camamu tomaram decisões para acabar com o mocambo. Na visão do Governador, não era necessário o envio de tropas coloniais para fazer tal repressão com a justificativa de que os quilombolas sentiriam a presença dos soldados e preparariam-se. Portanto, a sua decisão foi de fazer o envio de pólvora e armamentos para o combate. Ademais, mandou a presença do Capitão-mor para supervisionar o ocorrido e a ordem que ele devesse eleger um homem para ser o Capitão da entrada ou Capitão do mato, além de permitir que fossem convocados homens brancos, pardos e indígenas de aldeias vizinhas.
O Capitão eleito foi Antônio Ferraz de Azevedo que reuniu cem homens, sessenta brancos, vinte indígenas e vinte negros, fortemente armados para atacar o quilombo. O plano era atacar furtivamente de maneira silenciosa para não permitir tempo de reação dos quilombolas, portanto, a presença de pessoas nativas da região se fez necessária. No ataque, houve uma reação forte dos resistentes que conseguiram ferir Antônio de Azevedo com flecha e bala.
Apesar da resistência, os rebeldes foram derrotados, contabilizando quatro mortes em batalha, 25 feridos e 83 condenados. Os quilombolas capturados tiveram dois destinos: alguns foram devolvidos aos seus donos, enquanto outros foram vendidos novamente para diversas outras localidades na capitania. Porém, entre os capturados estavam três líderes da Vila de Santo Antônio. Como forma de exemplo para possíveis novos revoltosos no futuro, os líderes foram decapitados e as suas cabeças foram colocadas em estacas na praça pública na sede da Vila de Camamu. Dessa forma, o levante chegou ao seu fim em 1692.